# St. Marien (Siebenbäumen)

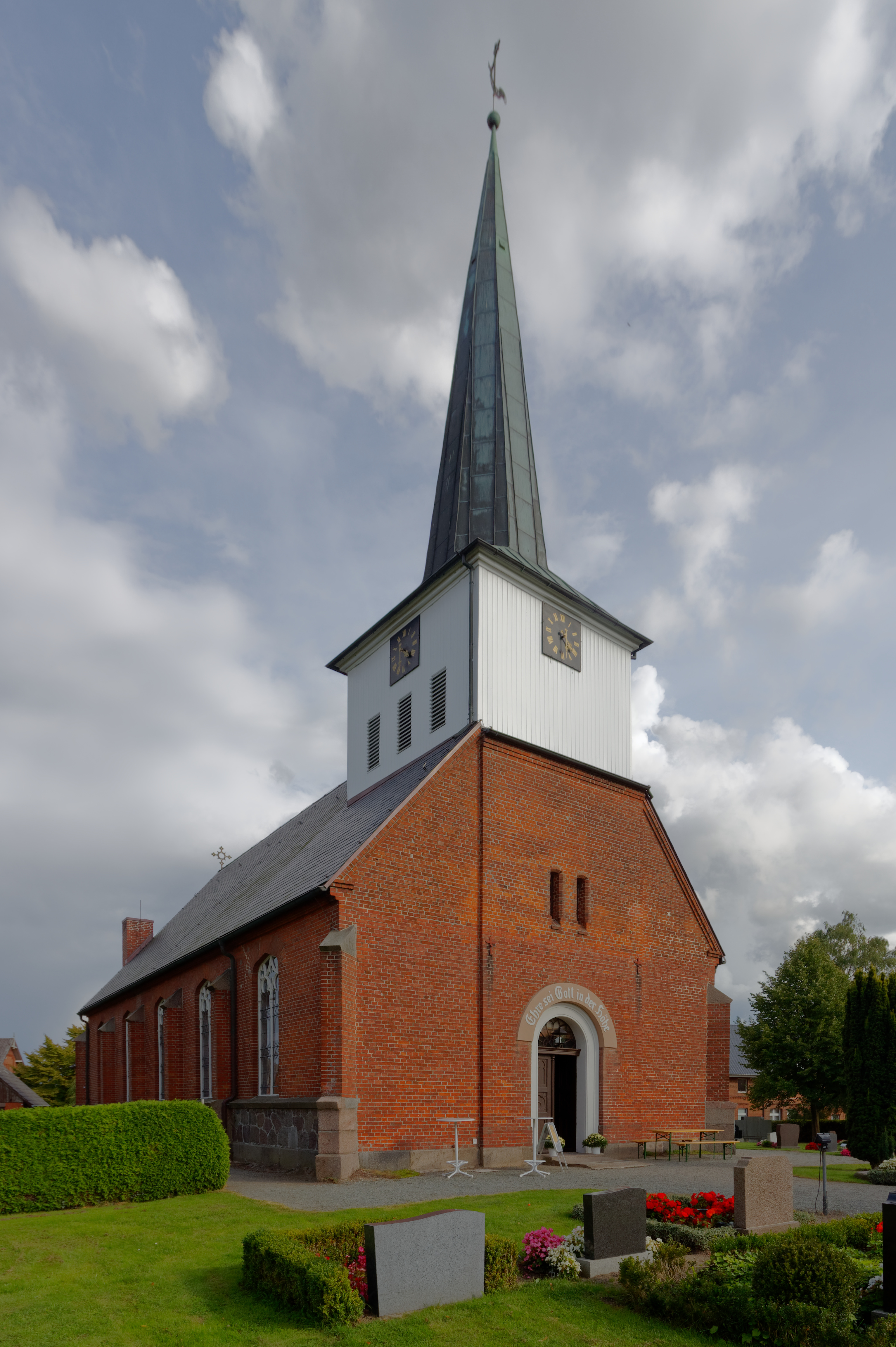
Ansicht von Nordwesten mit Kirchhof

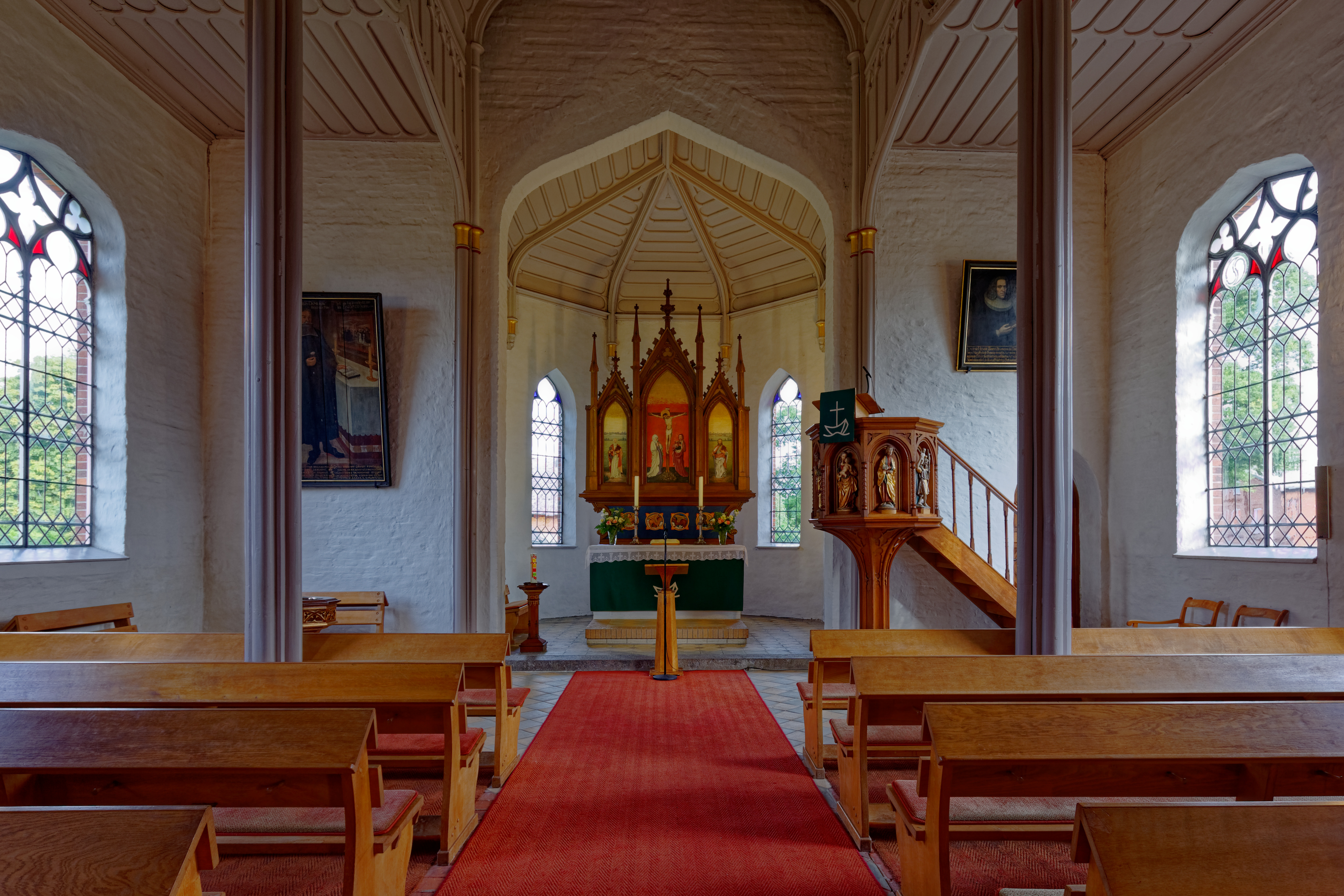
Innenraum mit Altar und Kanzel

Die evangelisch-lutherische Kirche St. Marien liegt auf einem ovalen Hügel im Zentrum Siebenbäumens umgeben vom Friedhof des Dorfes.

## Bau und Geschichte
Das Dorf Siebenbäumen wird als Kirchspiel erstmals 1286 urkundlich erwähnt, als der Nachbarort Kastorf kirchlich der Pfarrei Siebenbäumen zugeschlagen wurde. Es ist davon auszugehen, dass es zu dieser Zeit bereits ein Kirchengebäude im Ort gab. Urkundliche Erwähnungen eines Kirchengebäudes in Siebenbäumen gibt es aus den Jahren 1320 und 1344.
Die erste Kirche wurde im Dreißigjährigen Krieg zerstört, aber bereits aus dem Jahre 1667 gibt es Belege über eine neue Kirche. 1741/1742 wurde der Turm durch den hannoverschen Hofbaumeister Jakob Heumann erneuert. Unterlagen zur Geschichte der Kirche vor 1791 sind äußerst spärlich, da Ende 1791 das damalige Pastorat mit dem gesamten dort gelagerten Archivmaterial abbrannte. Ende des 19. Jahrhunderts war die vorhandene Fachwerkkirche so baufällig, dass man sich 1862 entschloss, sie abzureißen. Dabei kamen verkohlte Überreste eines Vorgängerbaus zu Tage, die jedoch nicht eindeutig zeitlich eingeordnet werden konnten. Der Neubau begann 1864 und wurde am 17. Dezember 1865 auf den Namen St. Marien geweiht.
Dieser heutige neugotische Bau ist ein 27,5 m langer und 11 m breiter Ziegelbau auf Feldsteinunterlage, der von Baumeister Wanzenberg aus Ratzeburg unter Aufsicht des preußischen Landbauinspektors Carl August Wilhelm Lohmeyer errichtet wurde. Beherrschend ist das langgezogene Kirchenschiff mit 300 Sitzplätzen; der polygonale Chor ist recht kurz und besitzt links und rechts zwei niedrige Anbauten. Über dem Westgiebel befindet sich ein hölzerner aufgesetzter Turm. Der Innenraum orientiert sich an Elementen der Tudorgotik und zeigt Bündelpfeiler, hoch sitzende Tudorbögen und entsprechend angepasst gestaltete Deckenkonstruktionen. Im westlichen Teil des Innenraums gibt es eine umlaufende Empore, in deren Mitte sich die Orgel befindet.
Der 32,6 m hohe Turm stellt eine konstruktionstechnische Besonderheit dar. Er besteht aus den ältesten Teilen der Kirche. Anhand diverser Hinweise im Turm konnte rekonstruiert werden, dass im Jahre 1851 eine komplette Instandsetzung des damaligen stark beschädigten Turms von 1742 erfolgte. Über eine Bauzeit von drei Jahren entstanden der heutige Turm sowie Teile der heutigen Westseite. Die etwas neuere restliche Kirche wurde dann an den sanierten älteren Turm angebaut.

## Ausstattung
Im Turm befinden sich drei Glocken. Die kleinste, eine 400 kg schwere Bronzeglocke von 1929, stammt aus der Gießerwerkstatt Ohlsen in Lübeck. Die zwei größeren Glocken aus Gussstahl von 1954 wiegen 550 kg und 850 kg und wurden vom Bochumer Verein produziert. Die großen Glocken sind Ersatz für zwei ältere Bronzeglocken, die 1942 für die Rüstungsproduktion beschlagnahmt wurden.
Der Altar ist neugotisch und stammt aus der Bauzeit der heutigen Kirche. Sein Bildteil wurde 1964 bis 1965 durch Willy Schulz-Demmin komplett umgestaltet und modernisiert. Das Motiv des Abendmahls auf der Predella wurde durch vier moderner gestaltete Symbole der Evangelisten ersetzt und die Psalmentexte auf den Fächern des Retabels durch eine Kreuzigungsszene nach einer Vorlage von Stefan Lochner aus dem 15. Jahrhundert und Apostelbilder, in deren Hintergrund die Silhouette des Dorfes Siebenbäumen dargestellt ist.
Die Kanzel stammt im Kern ebenfalls aus der Bauzeit der Kirche, nur die vier hölzernen Figuren an den Seitenwänden wurden 1981 erneuert. Das Taufbecken stammt aus dem Jahre 1865, die silberne Taufschale ist etwas älter, auf ihr findet sich die Jahreszahl 1826.
Die Fenster sind einheitlich gestaltet und bestehen nur zu einem kleinen Teil aus farbigem Glas. Im Kirchenschiff sind die Fenster eher breit und nehmen die Bogenform des Innenraumes auf, im Chor sind sie schmal und spitz und an gotische Formen angelehnt.
In der Kirche hängen noch drei Bilder von Pastoren der Gemeinde aus verschiedenen Jahrhunderten. Sie zeigen Petrus Damerovius (Pastor von 1616 bis 1665), Caspar Heinrich Starck (1681–1750) und Andreas Andresen (Pastor von 1893 bis 1931).

## Orgel

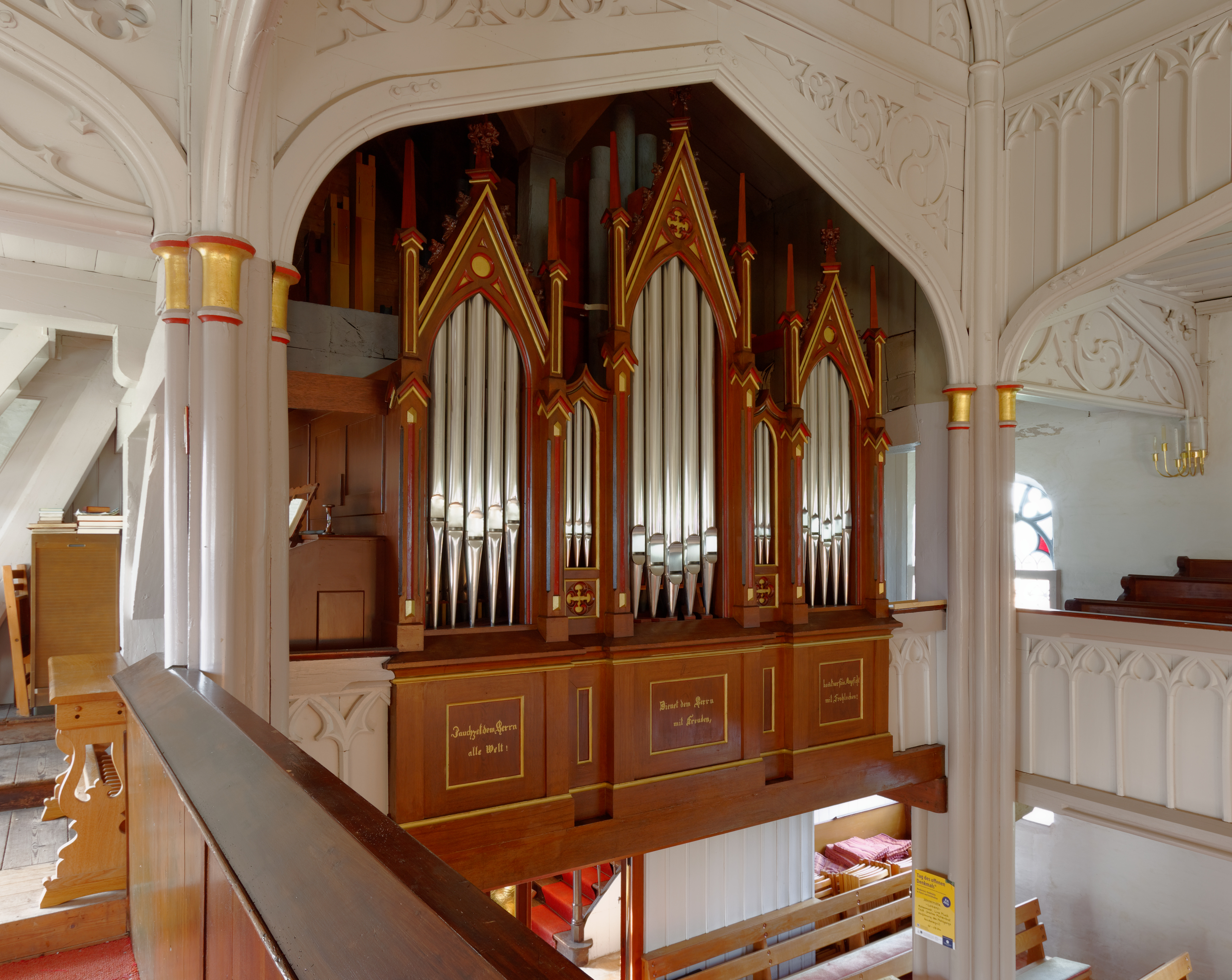
Orgelprospekt

Die ursprüngliche Orgel wurde 1890 von Marcussen Orgelbau errichtet. Über die Jahre gab es diverse Umbauten und teilweise starke Veränderungen der Disposition, von denen insbesondere der Umbau von 1978 den ursprünglichen Charakter des Instrumentes völlig veränderte. Ab 2007 plante die Kirchengemeinde an einer Rekonstruktion des Originalzustandes der Orgel. Nachdem die finanziellen Schwierigkeiten überwunden werden konnten, führte Paschen Orgelbau die Sanierung ab 2011 durch. Dabei wurden teilweise alte Pfeifen aus abgebrochenen Marcussen-Orgeln aus anderen Kirchen verwendet. Seit 2011 verfügt die Orgel wieder über 12 Register, die auf zwei Manuale und Pedal verteilt sind. Ihre Disposition lautet:
| I Hauptwerk C–f3 |           |     |
| 1.               | Bordun    | 16′ |
| 2.               | Prinzipal | 8′  |
| 3.               | Rohrflöte | 8′  |
| 4.               | Gemshorn  | 8′  |
| 5.               | Oktave    | 4′  |
| 6.               | Oktave    | 2′  |

| II Manual C–f3 |                |    |
| 7.             | Viola di Gamba | 8′ |
| 8.             | Gedackt        | 8′ |
| 9.             | Flöte          | 4′ |

| Pedal C–d1 |             |     |
| 10.        | Subbass     | 16′ |
| 11.        | Violon      | 16′ |
| 12.        | Violoncello | 8′  |

- Koppeln: I/II, I/P, II/P

## Friedhof
Der Friedhof wurde von einer ursprünglich runden Fläche um die Kirche mehrfach erweitert und umfasst seit 1920 knapp 3.200 m² Fläche für über 800 mögliche Gräber. Am Haupteingang des Friedhofes befindet sich ein Ehrenmal für die Gefallenen des Ersten Weltkriegs; eine Gedenktafel für die Gefallenen des Zweiten Weltkriegs gibt es im Eingangsraum der Kirche. Die Leichenhalle auf dem Friedhof entstand 1971.

## Fotografien

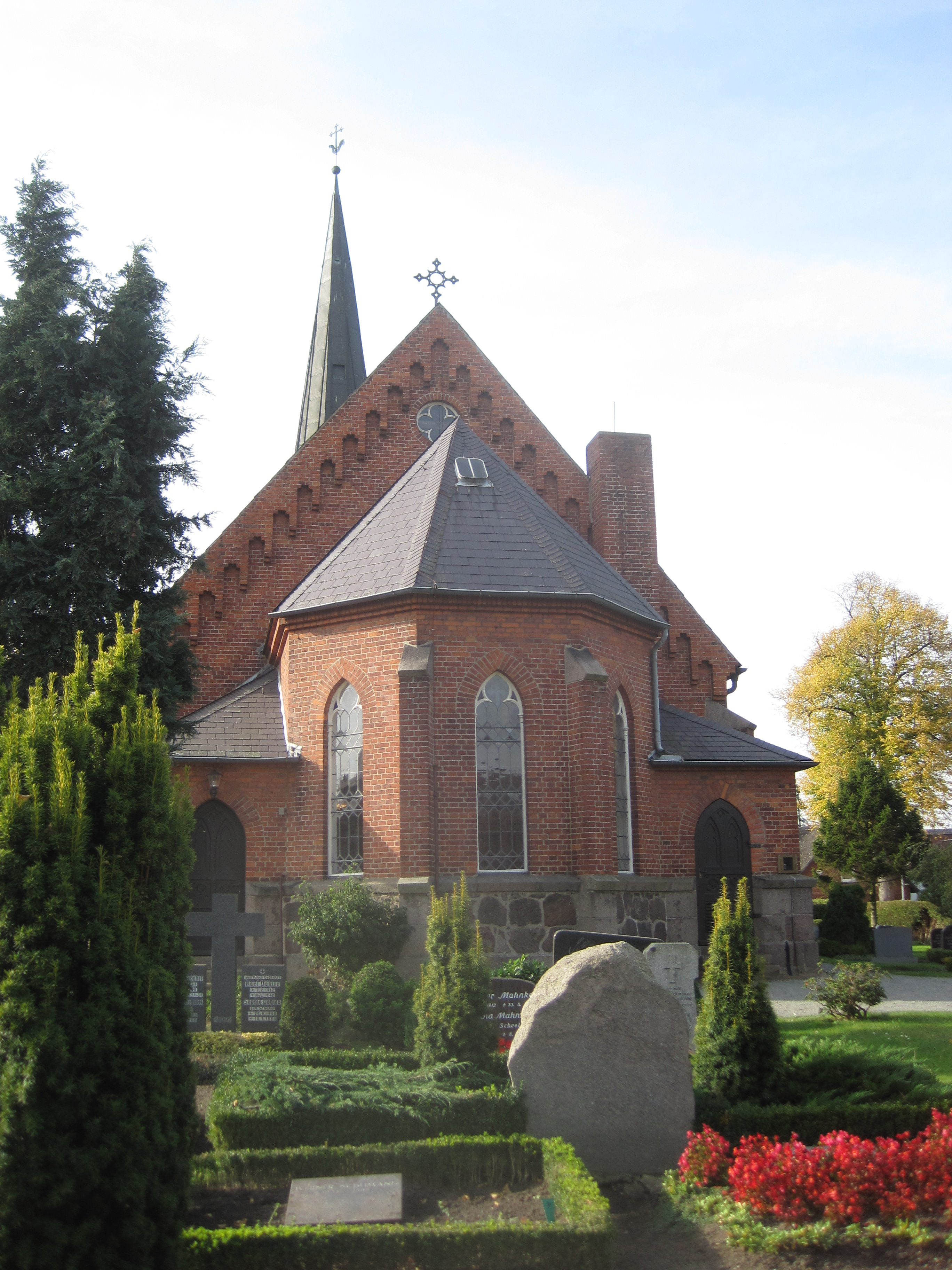
Choransicht
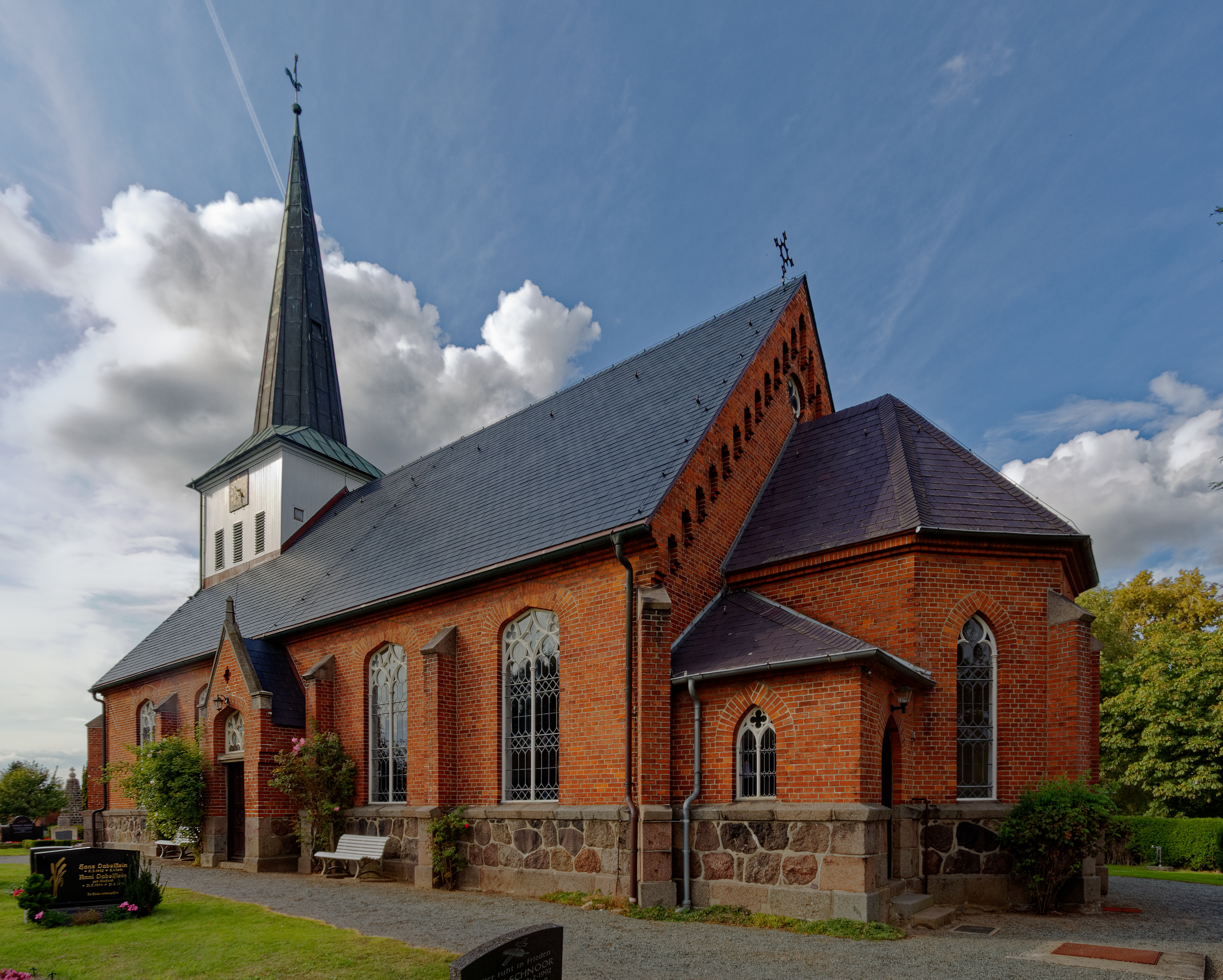
Südfassade mit Nebeneingang
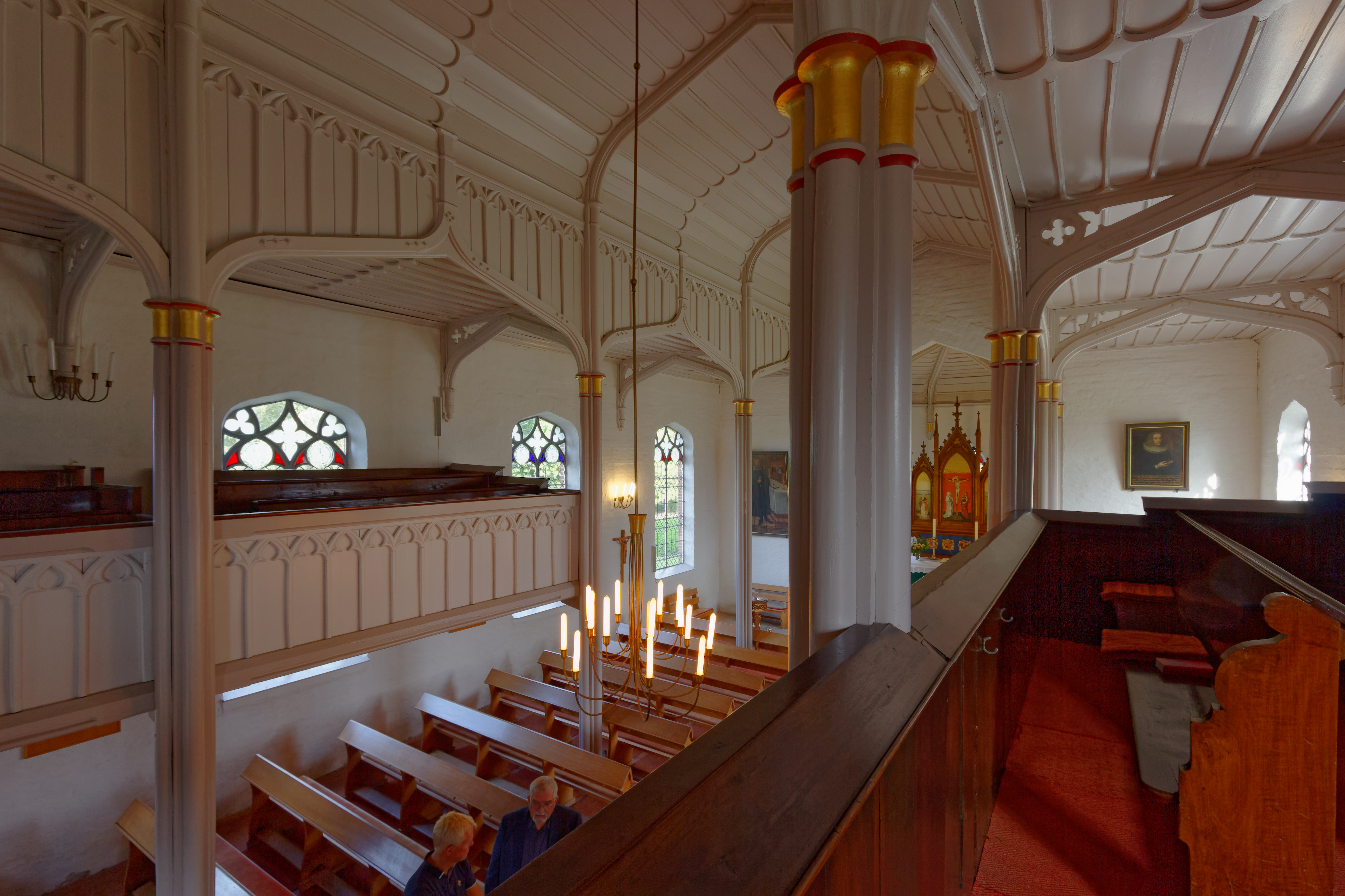
Innenraum im Stil der Tudorgotik
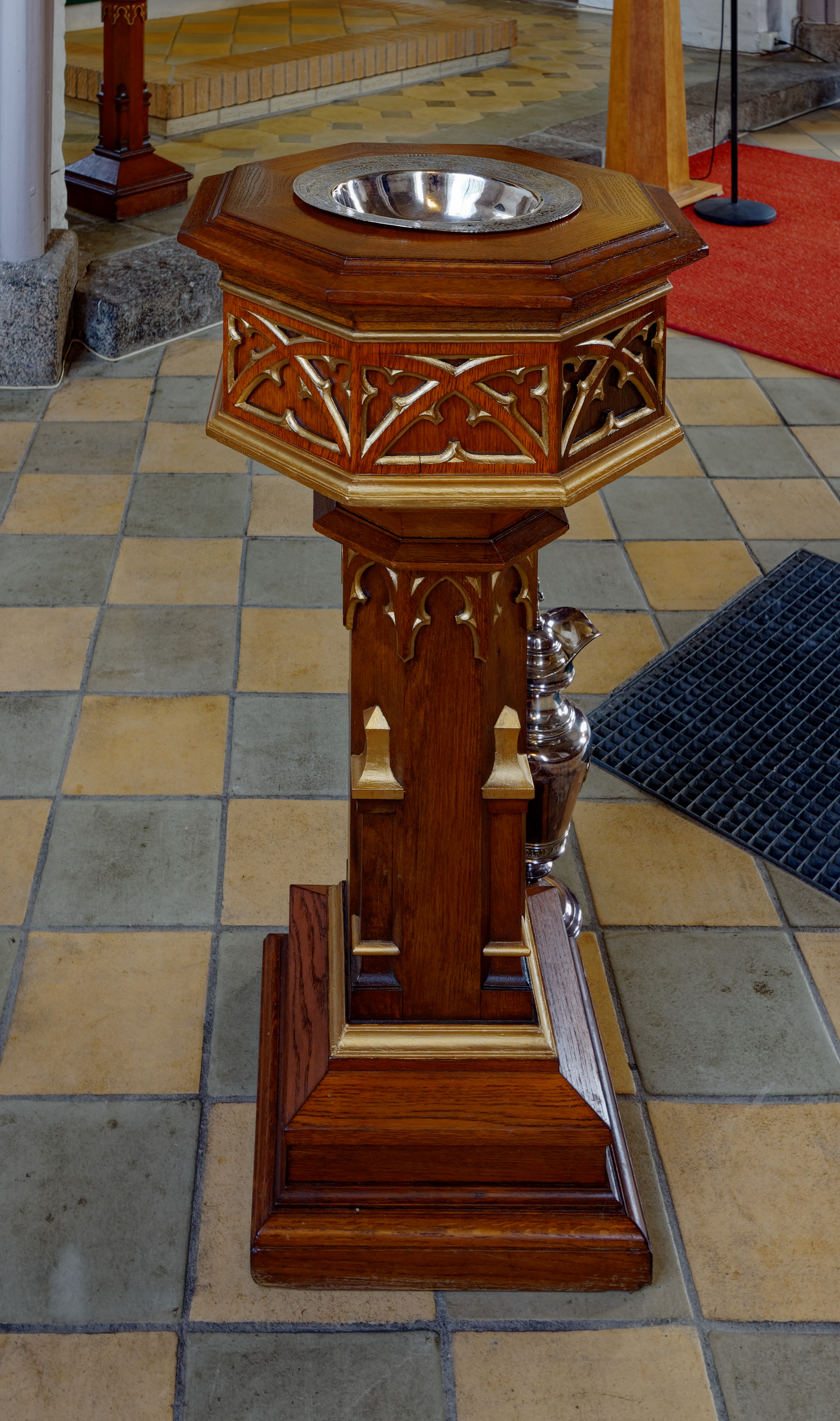
Taufbecken mit Taufschale